# Intergang
L'Intergang è un'organizzazione criminale immaginaria dei fumetti di Superman.

## Descrizione
L'Intergang viene fondata negli anni trenta da Moxie Mannheim, celebre delinquente che dopo lunghe lotte di potere la rende padrona della maggior parte delle attività illegali di Metropolis. Con il tempo essa diviene una delle più potenti organizzazioni criminali a livello nazionale, i cui tentacoli si estendono a tutta la Costa Orientale. I suoi piani nefasti vengono più volte sventati da Superman, mentre invece Clark Kent e Lois Lane, giornalisti del Daily Planet, conducono importanti inchieste supportate dalle fotografie del giovane Jimmy Olsen, nelle quali emergono sempre nuovi dettagli dei suoi turpi affari criminosi.
Con l'ascesa al comando di Morgan Edge, il magnate dell'impresa multimediale WGBS, e del figlio Vincent, l'Intergang si rafforza notevolmente, e stringe un patto con Darkseid, il temuto conquistatore galattico originario di Apokolips, che promette loro un'avanzatissima tecnologia in cambio del potere su Metropolis, di cui vuole servirsi per conquistare la Terra.
Il suo attuale capo è Bruno Mannheim, malavitoso di fama internazionale e discendente del fondatore Moxie.

## Altri media
- L'Intergang compare nel film del DC Extended Universe Black Adam (2022).[1]